# Alaköl
Der Alaköl (kirgisisch Алакөл; russisch Ала-Куль Ala-Kul) ist ein Bergsee im Terskej-Alatau im Osten von Kirgisistan (Zentralasien).
Der Alaköl befindet sich im Oblus Yssyk-Köl. Er liegt 25 km südsüdöstlich der Stadt Karakol auf einer Höhe von 3532 m. Der See fließt an seinem nordwestlichen Ende über den Kurgaktor, einen rechten Nebenfluss des Karakol, ab. Somit befindet sich der See im Einzugsgebiet des Yssyk-Köl. Der See hat eine Längsausdehnung von 2,3 km. Seine Fläche beträgt 126 ha. Der See ist gewöhnlich zwischen Oktober und Mai eisbedeckt.
Der See wurde vom russischen Forschungsreisenden Putimtsoff auf seiner Reise durch Zentralasien im Jahr 1811 entdeckt. Dreißig Jahre später erkundete Alexander von Schrenk den See und dessen Umgebung wissenschaftlich genauer.

## Tourismus
Von Karakol aus werden mehrtägige Trekking-Touren zum See angeboten.